# Mircenol
Mircenolul este o monoterpenoidă aciclică naturală derivată de mircen. Este un component aromatic al uleiului de lavandă. E-mircenolul este un feromon pentru insectele din subfamilia Scolytinae.